# Municipio de Chatham (Ohio)
El municipio de Chatham (en inglés: Chatham Township) es un municipio ubicado en el condado de Medina en el estado estadounidense de Ohio. En el año 2010 tenía una población de 2265 habitantes y una densidad poblacional de 33,18 personas por km².

## Geografía
El municipio de Chatham se encuentra ubicado en las coordenadas 41°5′53″N 82°1′31″O / 41.09806, -82.02528. Según la Oficina del Censo de los Estados Unidos, el municipio tiene una superficie total de 68.25 km², de la cual 68,21 km² corresponden a tierra firme y (0,07 %) 0,05 km² es agua.

## Demografía
Según el censo de 2010, había 2265 personas residiendo en el municipio de Chatham. La densidad de población era de 33,18 hab./km². De los 2265 habitantes, el municipio de Chatham estaba compuesto por el 98,15 % blancos, el 0,09 % eran afroamericanos, el 0,18 % eran amerindios, el 0,09 % eran asiáticos, el 0,35 % eran de otras razas y el 1,15 % eran de una mezcla de razas. Del total de la población el 1,06 % eran hispanos o latinos de cualquier raza.